# Giovanni Francesco Marchini

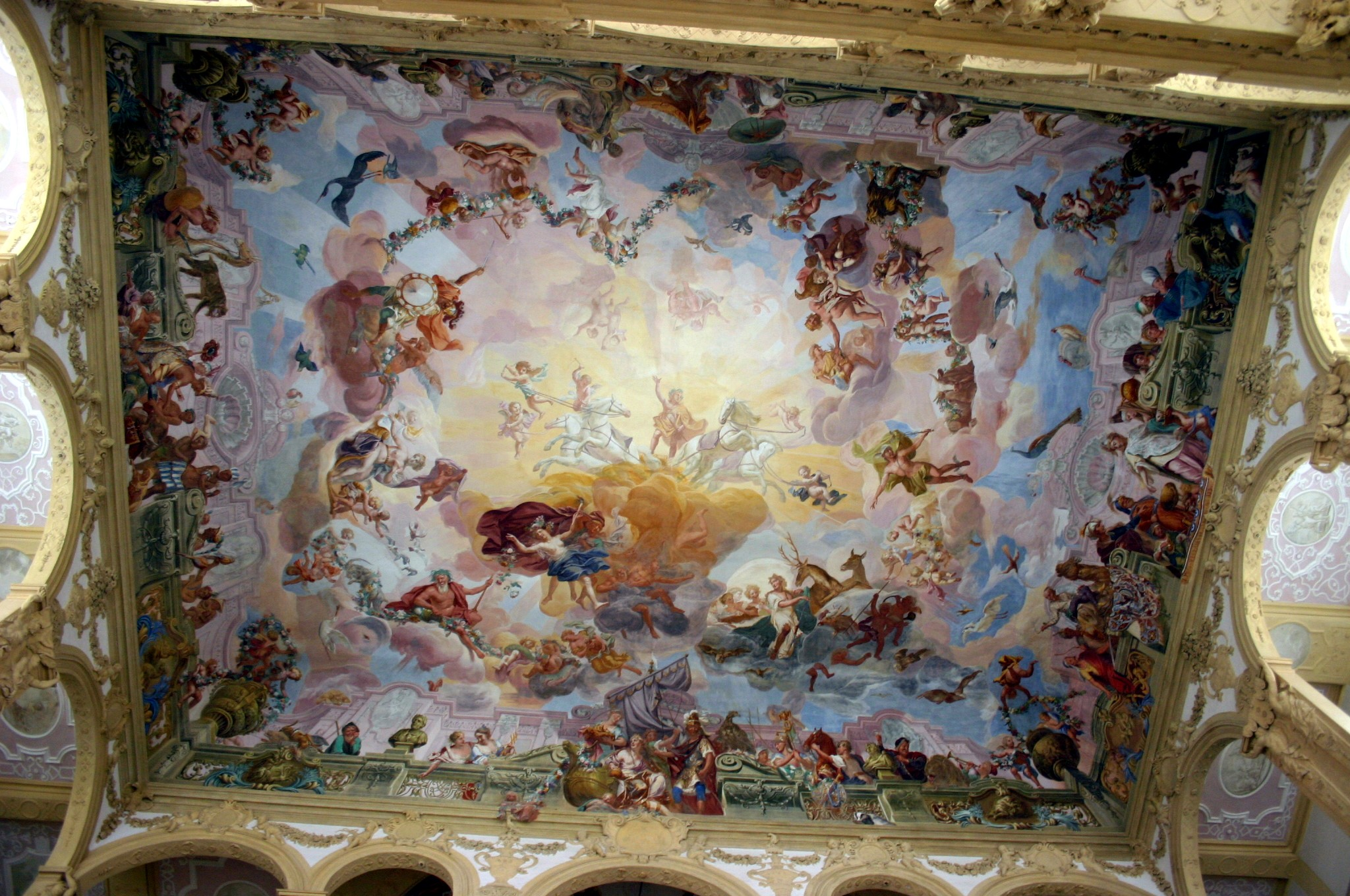
Affresco del soffitto dello Schloss Weißenstein

Giovanni Francesco Marchini (Como, 1672 – 1745) è stato un pittore italiano.

## Biografia
Giovanni Francesco Marchini è stato un pittore dell'età del Barocco attivo negli anni compresi tra il 1712 e il 1736. Marchini partì da Como per la Germania dove divenne Maestro dell'arte barocca in Trompe-l'œil. Era attivo nella Germania centrale e meridionale, dove molti suoi lavori sono ancora visibili.

## Opere
- Jakobskapelle in Wiesentheid, Pittura in trompe d'œil su soffitto (1712)
- Schloss Crossen, Sala delle feste (1712)
- Martinskirche (Bamberga), falsa cupola in trompe d'œil (1716)
- Castello di Weißenstein presso Bamberga, Sala al piano terra (dal 1711 al 1718)
- Rheinschlösschen a Magonza, decorazione della facciata (1721)
- Kapelle des Rochusspitals a Magonza[2]
- Mauritiuskirche in Wiesentheid, Pittura sul soffitto (dal 1728 al 1730)
- Castello di Bruchsal, interni e affreschi (dal 1731 al 1736)
- Eremitage in Waghäusel, Affresco della cupola (eseguito nel 1732, distrutto nel 1946)
- Schloss Wiederau, Sala delle Feste
- Palazzo Dalberg a Magonza, Soffitto dipinto
- Schloss Zeilitzheim, Unterfranken. Sala delle Feste (ca. 1735)[3]
- Wallfahrtsbasilika St. Georg Walldürn, Soffitto dipinto, e altre pitture